# Ferenc Dávid
Œuvres principales
- Rövid Magyarazat mikeppen az Antichristvs, az igaz Istenről valo tudomant meg homalositotta… Albae Juliae, 1567. (hu)
- Confessio Francisci Davidis de Jesu Christo quam ex carcere exhibuit. Regnicolis, paulo ante mortem Thordae, in Transylvania, in conuentu regni 17. April. Anno 1570. (la)

Dans le nom hongrois Dávid Ferenc, le nom de famille précède le prénom, mais cet article utilise l’ordre habituel en français Ferenc Dávid, où le prénom précède le nom.
Ferenc Dávid ([ˈfɛɾɛnts], [ˈdaːvid]) (en allemand : Franz Davidis, en latin : Franciscus Davidis, en roumain : Francisc David), né vers 1520 à Kolozsvár, en Transylvanie - décédé le 15 novembre 1579 à Déva) est un réformateur protestant, fondateur et le premier évêque de l'Église unitarienne de Transylvanie.

## Biographie
Son père étant un maître compagnon saxon de Transylvanie, Franz Dávid Hertel est né à Kolozsvár (en allemand Klausenburg, en latin Claudiopolis), ville qui à l'époque faisait partie de Universitas Saxonum (Sächsische Nationsuniversität) de Transylvanie. Après avoir fini ses études à Wittenberg, il est devenu le recteur du collège catholique de Beszterce, alors ville saxonne au nord de la Transylvanie. À la suite de sa conversion au luthéranisme en 1554, il était pasteur évangélique dans la commune de Petres (Petersdorf en allemand), près de Beszterce. En 1555, il est devenu recteur évangélique à Kolozsvár et le superintendant des luthériens de la ville. En 1564, après la séparation définitive des réformés calvinistes hongrois d'avec les évangéliques luthériens saxons de Transylvanie, Dávid a été élu évêque calviniste des églises hongroises de Transylvanie et nommé pasteur à la cour du prince transylvain Jean II de Hongrie (Jean II Sigismund Zápolya) qui donne, en 1568, l’Édit de Torda, considéré comme le premier décret de liberté religieuse en Europe, encourageant l’établissement de l’unitarisme en Transylvanie. À partir de 1565, dans le cadre des discussions théologiques sur le dogme de la Trinité, Dávid avait commencé à exposer ses doutes concernant la personnalité du Saint Esprit. Après la mort de Jean II de Hongrie (1571), il est emprisonné pour ses convictions religieuses à la citadelle de Déva. Il y est mort en 1579 au cours de sa détention.

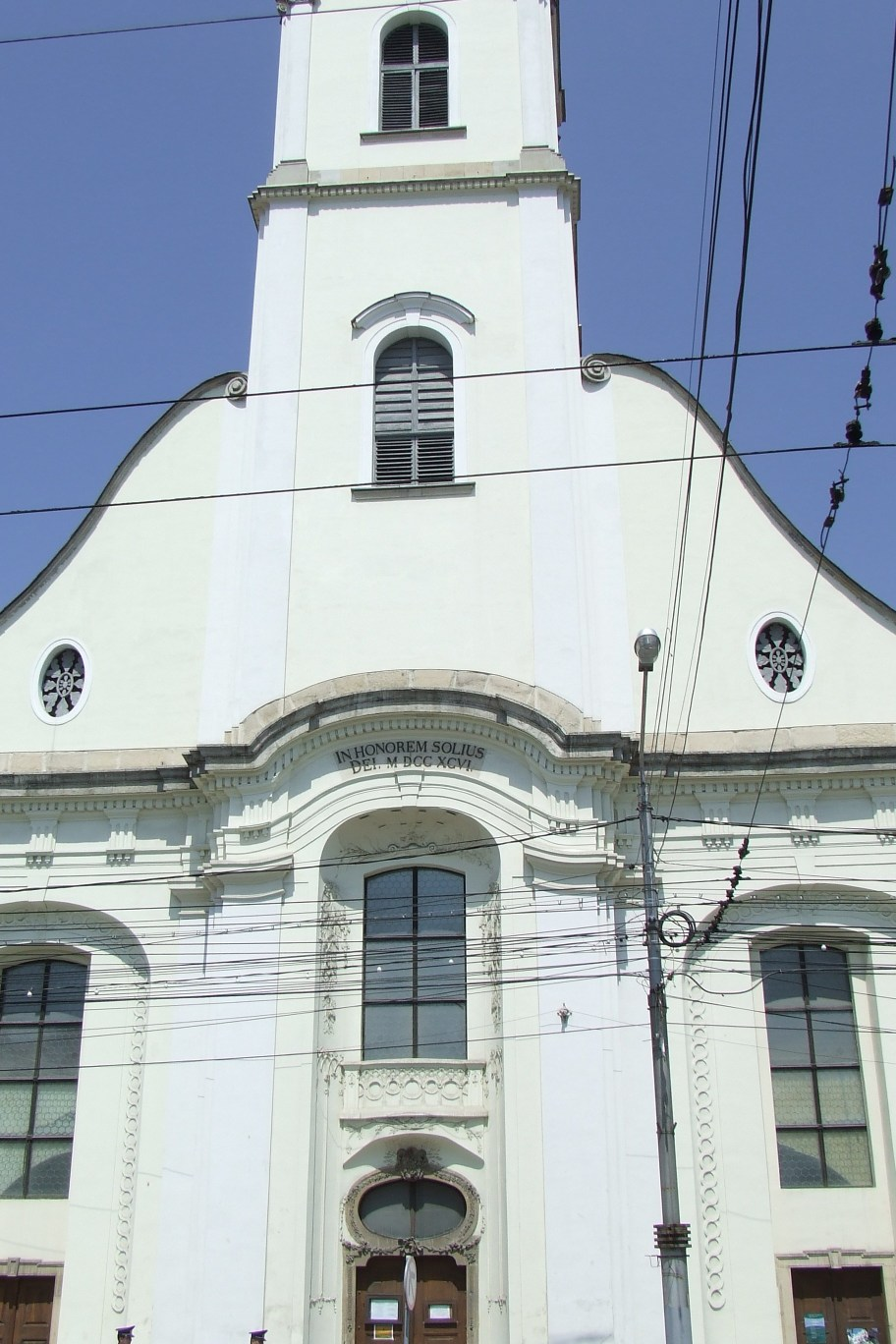
L'Église Unitarienne de Cluj (en hongrois Kolozsvár), Roumanie

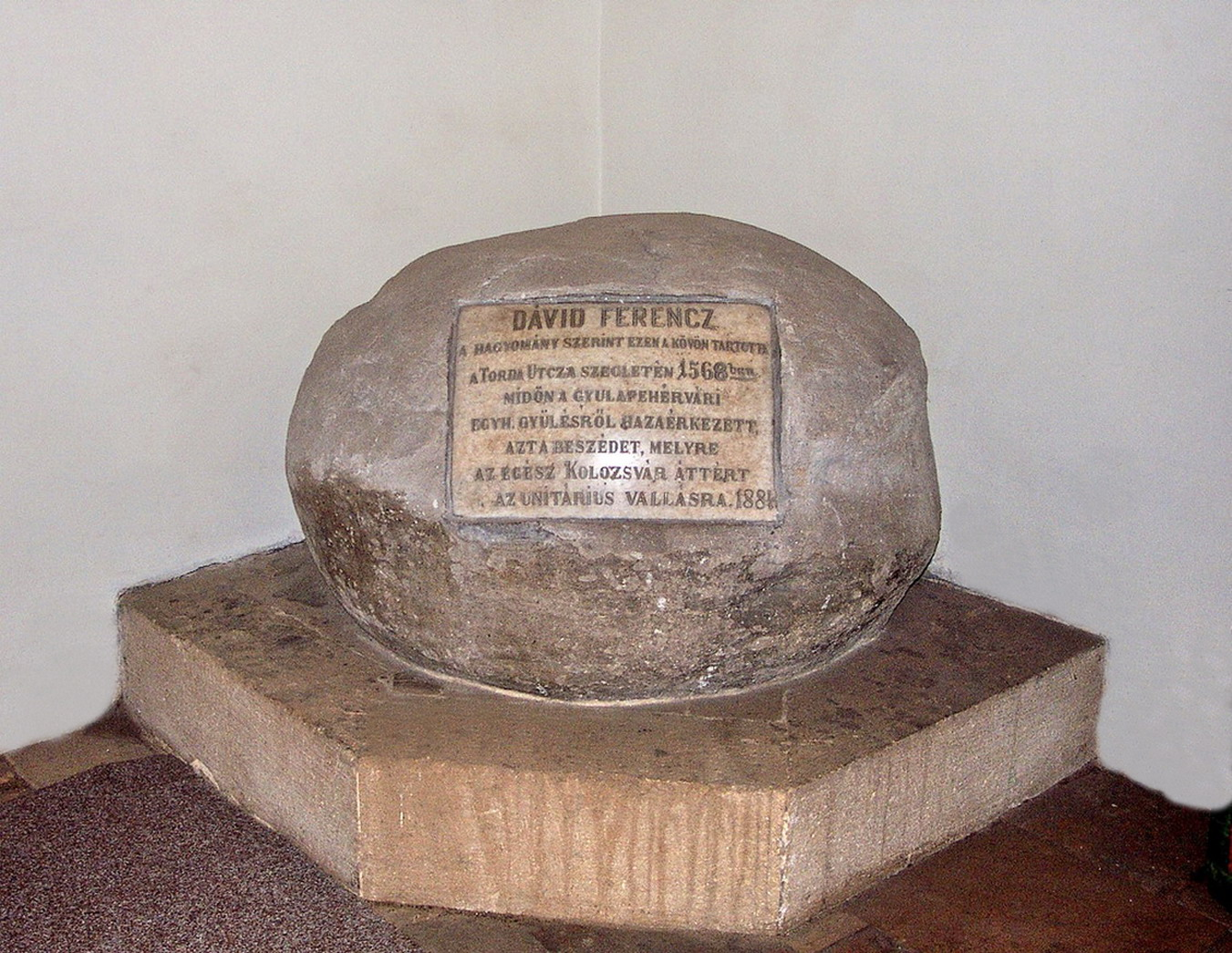
La pierre de Dávid Ferenc Dávid à L'Église Unitarienne de Kolozsvár

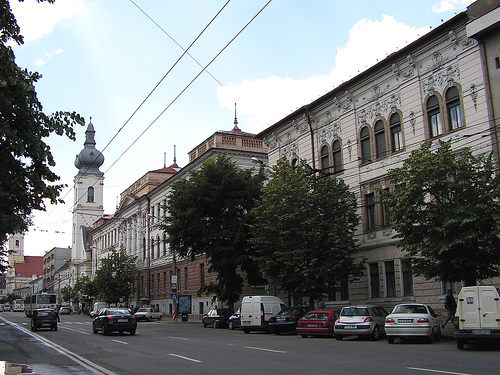
L'Église Unitarienne de Kolozsvár et le Lycée Unitarien János Zsigmond

## Ses ouvrages
- Dialysis Scripti Stancari Contra Primum Articulum Synodi Szekiensis, qui de doctrina controvertitur, conscripta. Claudiopoli, 1555. (la)
- Responsum ministrorum Ecclesiae Colosvariensis ad scripta varia Martini a Calmancha in Causa Coena Domini edita Colosvarini. Anno 1556. die 25. Julii. (la)
- Consensus Doctrinae De Sacramentis Christi… Claudiopoli, 1557. (la)
- Acta Synodi Pastorum Ecclesiae Nationis Hungaricae in Transylvania… Anno 1558. in oppido Thorda celebratae. (sans nom) (la)
- Az Vrnac Vaczoraiarol Valo közenséges keresztyéni vallas. Colosvarot, 1559. (sans nom) (hu)
- Defensio Orthodoxae Sententiae de Coena Domini… (Kolozsvár), 1559. (sans nom)
- Scriptum Francisci Davidis anno Domini 1566. (Lampe, Hist. Eccl. Hungar., pp. 152–154.)
- Ejudem Francisci Davidis Responsio ad Argumenta, quibus Hypostasin Spiritus Sancti Petrus Caroli stabilivit. (Lampe, Hist. Eccl. Hungar., pp. 154–158.)
- Propositiones in Disputatione Albensi coram Regia Maiestate a D. Georgio Blandrata et Francisco Davidis propositae Limitationi Ministrorum, qui ex Ecclesiis Hungaricis Disputationi interfuerunt. (Kolozsvár, 1566. (sans nom)
- Catechismus Ecclesiarum Dei in natione Hungarica per Transilvaniam. Claudiopoli, 1566. (sans nom)
- Disputatio prima Albana seu Albensis, habita, 1566. 24. Febr., 1566.
- De Falsa et Vera Vnius Dei Patris, Filii, et Spiritvs Sancti Cognitione Libri Dvo. Albae Juliae, 1567.
- Rövid Magyarazat mikeppen az Antichristvs, az igaz Istenről valo tudomant meg homalositotta… Albae Juliae, 1567. (hu)
- Rövid Utmutatás az Istennec igeienec igaz ertelmere, mostani szent Haromsagrol tamadot vetélkedesnec meg feytesere es itelesere hasznos es szükseges, Albae Juliae, 1567 (hu)
- Refvtatio Scripti Petri Melii, quo nomine Synodi Debrecinae docet Johoualitatem, et trinitarium Deum Patriarchis, Prophetis, et Apostolis incognitum. Albae Juliae, 1567.
- Demonstratio Falsitatis Doctrinae Petri Melii, et reliquorum Sophistarum per Antitheses una cum refutatione Antitheseon veri et Turcici Christi, nunc primum Debrecini impressarum… Albae Juliae, 1568. (sans nom)
- Refutatio Propositionum Petri Melii non inquirendae Veritatis ergo sed ad contendendum propositarum, ad indictam Synodum Varadinam 22. Augusti Anno 1568. (sans nom)
- Theses Thordae Disputandae ad XIII Diem Nouembris, et in Synodo Varadina die 22. Augusti publicatae.(sans nom)
- Literae convocatoriae ad Seniores Ecclesiarum Svperioris et Inferioris Pannoniae ad indictam Synodum Thordanam ad tertium Marty diem, additis Thesibus ibidem disputandis. 1568. (sans nom)
- Aequipollentes ex Scriptura Phrases de Christo Filio Dei ex Maria Nato Figuratae…. 1568. (sans nom)
- Antithesis Pseudochristi cum vero illo ex Maria Nato. 1568. (sans nom)
- Az Szent Irasnac Fvndamentamabol vött Magyarazat az Jesus Cristusrol es az ő igaz istensegeről. 1568. (hu)
- De Mediatoris Jesv Christi hominis Divinitate, Aequalitateque libellus. 1568. (sans nom)
- Brevis Enarratio Dispvtationis Albanae de Deo Trino, et Christo Dvplici coram Serenissimo Principe, et tota Ecclesia decem diebus habita. 1568. (sans nom)
- De Regno Christi Liber primus. De Regno Antichristi Liber secundus. Accessit Tractatus de Paedobaptismo, et Circumcisione. 1569. (sans nom)
- Propositiones Francisci Davidis ex Ungarico Sermone in Latinum conversae et in eadem Synodo Varadiensi (Ao 1569.) exhibitae. (Lampe, Histor. Eccl. Reform. in Hung. et Transylv., pp. 228–230.)
- Az Váradi Disputacionac avagy vetelkedesnec, az egy Attya Istenről es annac Fiaról, az Jesus Cristusról és a szent Lélekről igazán valo elő számlalássa. Kolozsvár, 1569. (hu)
- Első Resze az szent irasnac külön külön reszeiből vöt predicaciocnac az atya istenről, ennek kedig az ő fiaról az Ihesvs Christvsrol, es az mi öröcseguncnec peczetiről az szent lelekről. Gyula-Fehérvár, 1569. (hu)
- Refutatio Scripti Georgii Maioris, in quo Devm trinvm in personis, et vnvm in Essentia: Vnicvm deinde eius Filium in persona, et duplicem in naturis, ex lacunis Antichristi probate conatus est. (Kolozsvár), 1569.
- Könyvetske Az igaz Kerestyéni Keresztségről, es a Pápa Antichristusnac Maymozássaról… Kolozsvár, 1570. (hu)
- Responsio Pastorum ac Ministrorum Ecclesiarum in Transsylvania, quae vnvm Deum Patrem Christi Jesum Christum filium Dei crucifixum vnvmqu. amborum spiritum confitentur. 1570. (sans nom)
- Az Egy ő magatol való Felséges Istenről, es az ő igaz Fiarol, a Nazareti Jesusrol, az igaz Messiasrol, A szent irásból vöt vallástéttel. 1571. (hu)
- Az egy Attya Istennec, es az ő aldot szent fianac, az Jesus Christusnac Istenségekről igaz vallastéttel… 1571.
- Literae Convocatoriae, una cum Propositionibus in Synodo Vasarhellyina disputandis ad diem XX. Mensis Septembris, hujus Anni 1571.
- Libellus Parvus, XXX Thesibus Blandratae oppositus, in quo disseritur Jesum Christum vocari nunc non posse Deum, cum non sit verus Deus… 1578. (sans nom)
- Confessio Francisci Davidis de Jesu Christo quam ex carcere exhibuit. Regnicolis, paulo ante mortem Thordae, in Transylvania, in conuentu regni 17. April. Anno 1570.
- Isteni dicsiretek, imádságos és vigasztaló énekek. 1575. (hu)

## Manuscrits
- Epistola ad Ecclesias Polonicas, super quaestione de Regno millenario Jesu Christi hic in terris. Albae Juliae, 1570.
- De Justitia, Theses tres, quas Fr. Davidis in aedibus suis in quorundam praesentia caepit quaerere ; Articuli Synodi Thordanae ad diem 24. febr. initae A., 1579.

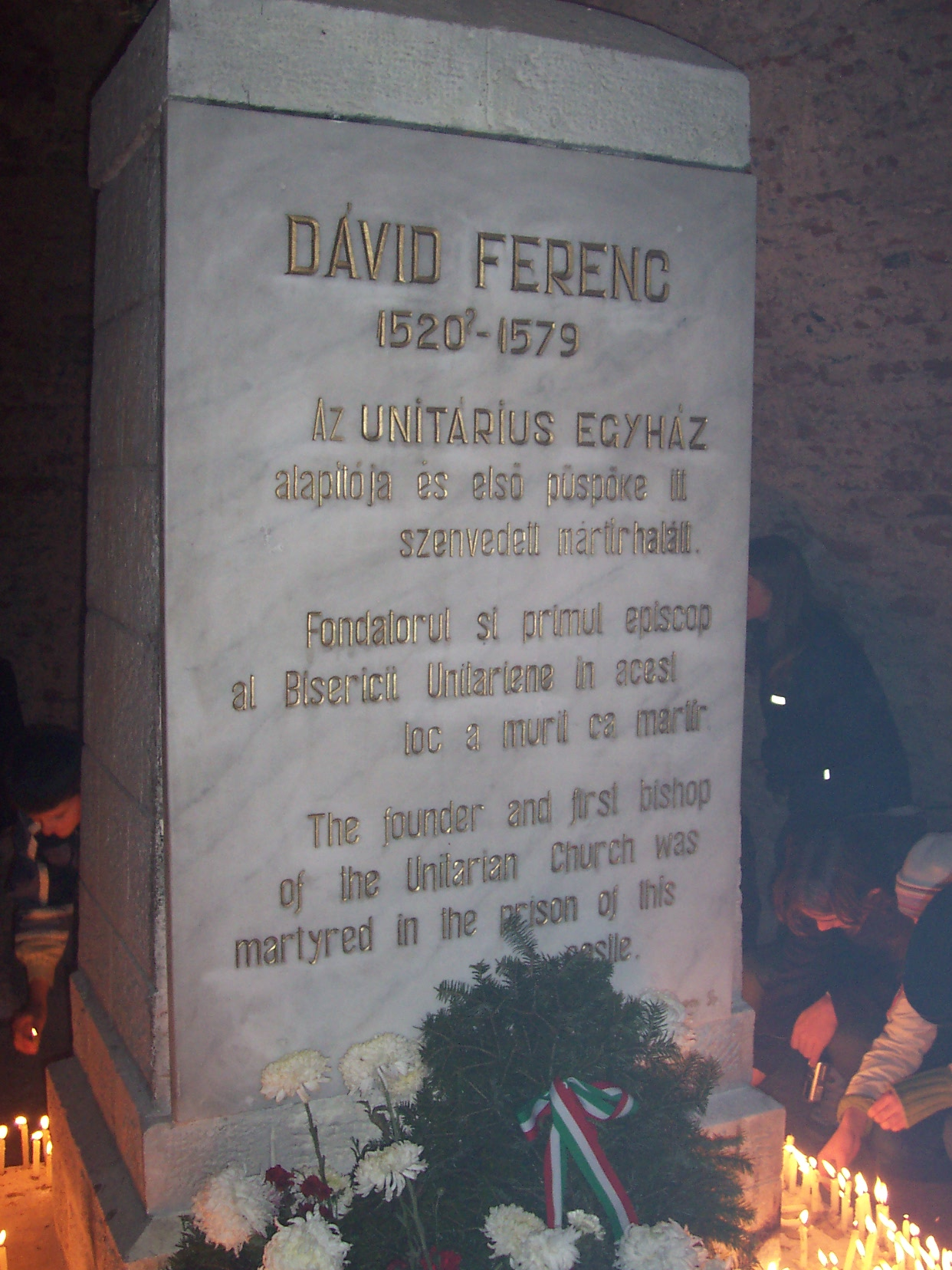
La pierre mémoriale de Ferenc Dávid dans la Citadelle de Deva